# Goulding (Floride)
Pour les articles homonymes, voir Goulding.
Goulding est une census-designated place du comté d'Escambia, dans l'État de Floride, aux États-Unis,. En 2020, elle compte une population de 3 392 habitants.